# Frühling János
Frühling János (Budapest, 1937. február 16. – Brüsszel, 2015. november 28.) belgiumi magyar orvos, onkológus, rákkutató, a Magyar Tudományos Akadémia külső tagja, a Belga Királyi Orvostudományi Akadémia örökös tiszteletbeli főtitkára.

## Életpályája
A budapesti II. Rákóczi Ferenc Gimnáziumban érettségizett. Az orvosi egyetemet is Budapesten kezdte el, de az első év után 1956-ban elhagyta az országot és Bécsbe ment és 1963-ben szerzett orvosi diplomát. Végül Belgiumban telepedett le és itt lett a nukleáris medicina és a sugárterápia nemzetközileg elismert kutatója. 1969-ben a Brüsszeli Szabadegyetem Jules Bordet onkológiai intézetének izotóp-osztályának vezetőjévé nevezték ki, majd 1984 és 2002 között az intézet igazgatója volt. 2004-ben a Magyar Köztársasági Érdemrend középkeresztjével tüntették ki, a kitüntetést 2004-ben Brüsszelben vette át.